# La notte dei serpenti
La notte dei serpenti è un film western del 1969, diretto da Giulio Petroni.

## Trama
Hernandez, comandante di una guarnigione in un piccolo villaggio, si unisce ad un gruppo di cittadini per derubare l'orfano Manuel della sua eredità. Luke, affetto da un passato traumatico e ora alcolizzato, viene scelto dal rivoluzionario Pancho come pedina dei suoi uomini.